# John Watson (golfista)
John T. Watson (fl. XX secolo) è stato un golfista statunitense.

## Carriera
Watson partecipò al torneo individuale di golf ai Giochi olimpici di Saint Louis 1904, in cui giunse cinquantanovesimo.